# Чудинов, Пётр Алексеевич
Пётр Алексеевич Чудинов (11 ноября 1917 — 23 октября 1943) — командир батареи 279-го гвардейского лёгкого артиллерийского полка 23-й гвардейской лёгкой артиллерийской бригады 5-й артиллерийской дивизии 4-го артиллерийского корпуса прорыва 61-й армии Белорусского фронта, гвардии капитан. Герой Советского Союза.

## Биография
Родился 11 ноября 1917 года в селе Баево ныне Баевского района Алтайского края. Член ВКП(б)/КПСС с 1942 года. Окончил неполную среднюю школу. Работал в колхозе.
В 1938 году призван в ряды Красной Армии. Окончил Томское артиллерийское училище. В боях Великой Отечественной войны с 1942 года. Воевал на Брянском, Белорусском фронтах.
18 октября 1943 года командир батареи 279-го гвардейского лёгкого артиллерийского полка гвардии капитан П. А. Чудинов в числе первых переправился с батареей на самодельном пароме через Днепр в районе деревни Глушец Лоевского района Гомельской области. Отражая контратаки противника, артиллеристы уничтожили штурмовое орудие, до пятнадцати пулемётов, много живой силы противника, чем способствовали закреплению захваченного рубежа. 23 октября 1943 года артиллеристы вступили в рукопашную схватку с прорвавшимися гитлеровцами и отстояли свою позицию. В этом бою артиллерист Пётр Алексеевич Чудинов погиб. Похоронен в городе Чернигов в братской могиле в парке на Валу.
Указом Президиума Верховного Совета СССР от 24 декабря 1943 года за мужество и героизм, проявленные при форсировании Днепра и удержании плацдарма на его правом берегу гвардии капитану Петру Алексеевичу Чудинову посмертно присвоено звание Героя Советского Союза.
Награждён орденом Ленина, медалями.
Бюст Героя установлен в селе Баево, где его именем названа улица.